# Fred Aguiar
Fred Aguiar (* 3. Dezember 1948 in Artesia, Kalifornien) ist ein US-amerikanischer Politiker (Republikaner).

## Lebensweg
Aguiar besuchte die California State Polytechnic University, Pomona, 1969/1970 diente er in der United States Army in Vietnam. Ende der 1970er Jahre ging Aguiar in die Politik. Von 1978 bis 1992 war er im Stadtrat von Chino, ab 1986 als Bürgermeister dieser mittelgroßen Stadt.
1992 bewarb er sich um die Vertretung des 61. Wahlbezirks in der California State Assembly. Aguiar, der erst drei Jahre zuvor seine Parteipräferenz von den Demokraten zu den Republikanern geändert hatte, setzte sich sowohl in der republikanischen Vorwahl als auch bei der eigentlichen Wahl im November durch. 1994 und 1996 wurde er mit deutlicher Mehrheit wiedergewählt und war somit für die maximal mögliche Dauer von sechs Jahren Abgeordneter im kalifornischen Unterhaus, zuletzt als dessen Vize-Vorsitzender (Speaker). Fred Aguiar war ein außergewöhnlich aktiver Abgeordneter, am Bedeutsamsten war seine Mitarbeit am kalifornischen Three-Strikes-Gesetz.
Nach dem Ausscheiden aus der State Assembly war Aguiar im Rat des San Bernardino County tätig, bis er 2003 von Gouverneur Schwarzenegger ins Kabinett geholt wurde. Aguiar leitete – mit Unterbrechungen – bis 2009 die unter anderem für Konsumentenschutz und Gewerberecht zuständige California State and Consumer Services Agency. Danach war er bis zum Ende von Schwarzeneggers Amtszeit 2010 dessen stellvertretender Stabschef.